# Jorge Lima
Jorge Barata Lima (ur. 13 lipca 1967) – angolski pływak, olimpijczyk.
Wystartował na Letnich Igrzyskach Olimpijskich 1980 w czterech konkurencjach. Z czasem 1:14,33 zajął 32. miejsce w stylu grzbietowym (wśród 33 pływaków). W stylu dowolnym wystąpił w wyścigach na 100 m i 200 m. Na krótszym z dystansów osiągnął czas 59,39, co dało mu 35. miejsce wśród 39 startujących. W wyścigu na 200 m uzyskał czas 2:14,37 – był to 40. rezultat eliminacji (startowało 42 pływaków). Pojawił się również na starcie sztafety 4 × 100 m stylem zmiennym – drużyna angolska uzyskała ostatni, 11. czas eliminacji (4:35,11).
Był najmłodszym członkiem kadry angolskiej na igrzyskach w Moskwie – miał wówczas ukończone 13 lat i 8 dni. Jego bratem był Pedro Lima – olimpijczyk i aktor.